# Steirastoma melanogenys
Steirastoma melanogenys es una especie de escarabajo del género Steirastoma, familia Cerambycidae. Fue descrita científicamente por White en 1855.
Se distribuye por Brasil, Colombia, Costa Rica, Ecuador, Guyana, Guayana Francesa, Honduras, Nicaragua, Panamá, Perú y Surinam. Posee una longitud corporal de 15-21 milímetros. El período de vuelo de esta especie ocurre en los meses de enero, mayo, junio, noviembre y diciembre.
La dieta de Steirastoma melanogenys comprende plantas de la familia Bombacaceae, Meliaceae y Sterculioideae, entre ellas, las especies Catostemma fragrans, Pachira aquatica, Cedrela odorata, entre otras.